# Grand Golliat
Il Grand Golliat  (pron. fr. AFI: [ɡʁɑ̃ ɡɔlja] - 3.238 m s.l.m. - ortografato a volte anche con l'omofono Grand Golliaz) è una montagna delle Alpi Pennine che si trova lungo il confine tra l'Italia e la Svizzera.

## Toponimo

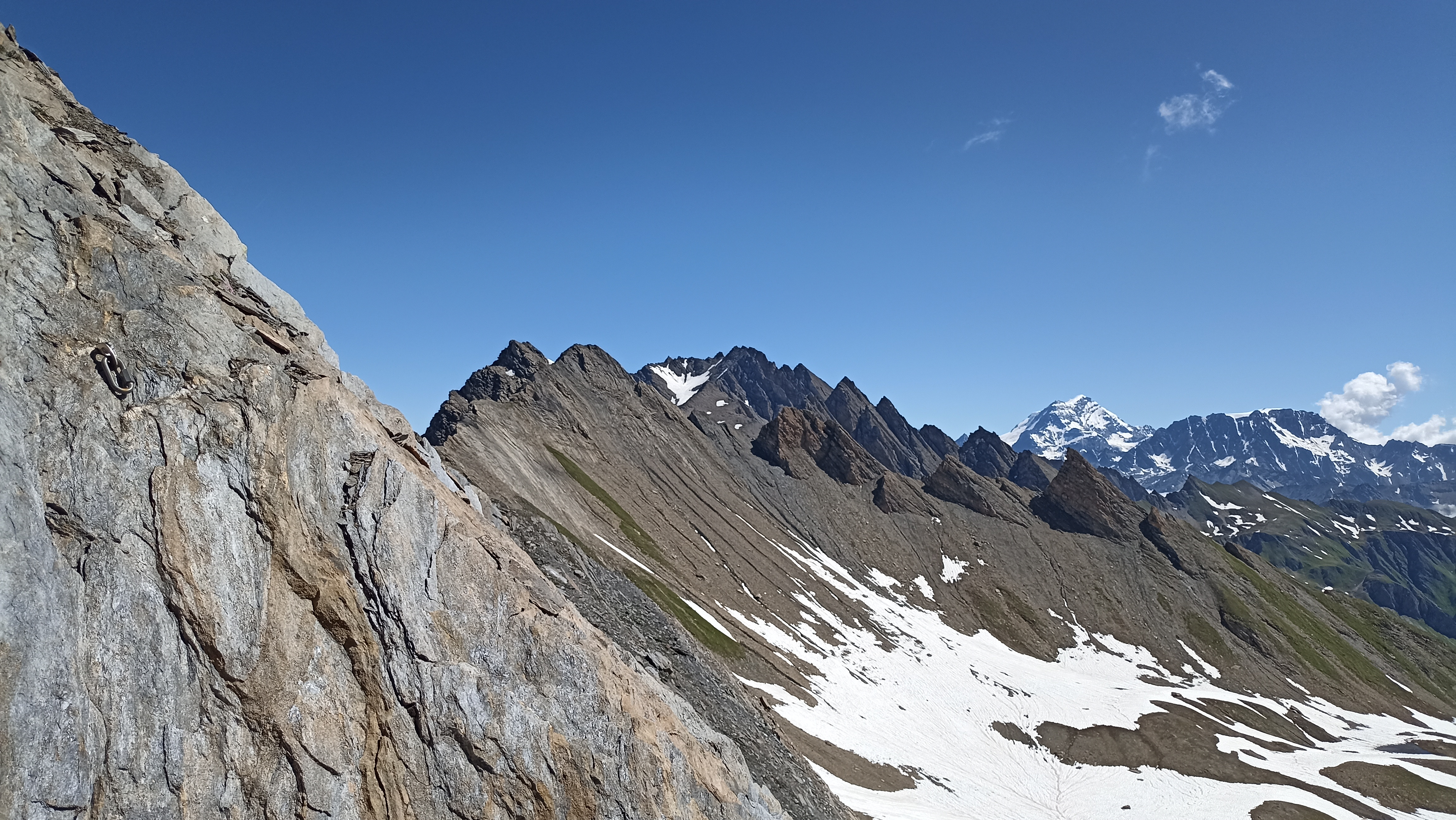
Il monte visto dal col de Malatra. Più indietro la Grand Combin ed il monte Vélan.

Ortografato in vari modi omofoni (tra cui Grand-Goliath e Grand Golliaz), questo toponimo non si riferisce a Golia (in francese, Goliath), bensì alla parola goille in patois valdostano o gouille in francese valdostano, che indicano una pozza d'acqua o un piccolo laghetto.

## Descrizione
Nel versante italiano la montagna si trova tra la valle del Gran San Bernardo e la val Ferret; nel versante svizzero il monte si trova alla testata della val Ferret.
Ai piedi della montagna prende forma il torrente Artanavaz, corso d'acqua che percorre la valle del Gran San Bernardo.